# Fåre- og gedekopper
 Ikke at forveksle med Fåre- og gedepest.
 Ikke at forveksle med Fårekopper (orf).
Fåre- og gedekopper er to nært beslægtede sygdomme som angriber får og geder. Sygdommene giver udbredte hududslæt og andre symptomer. Hos unge dyr har sygdommene en dødelighed på 50-80 %, hos ældre dyr er den kun 2-5 %. Mennesker kan ikke få fåre- eller gedekopper.  Sygdommene forårsages af virus i slægten capripoxvirus (underfamilien chordopoxvirus, familien (poxviridae (koppevirus)), og skal ikke forveksles med den mere godartede sygdom orf som forårsages af orfvirus, men som også kaldes fårekopper.
De fleste stammer af fårepestvirus og gedepestvirus angriber kun enten får eller geder, men nogle virusstammer kan inficere både får og geder. En tredje capripoxvirus er lumpy skin disease virus (LSDV) som forårsager den lignende sygdom lumpy skin disease hos kvæg.

## Udbredelse
Fåre- og gedekopper findes i mange afrikanske lande nord for ækvator, i Mellemøsten, Tyrkiet, en del andre lande i Asien og Sydøsteuropa. Der har ikke været fåre- og gedekopper i Danmark siden 1879.

## Symptomer
Fåre- og gedekopper forårsager feber, opsvulmede øjenlåg med pudsagtig udflåd, hævede lymfeknuder og udbredte hududslæt som først ses på områder med få hår som mule, ører og lyske. Huden bliver først rød, og der kommer cirkulære pletter med afgrænsede kanter. Dernæst død hudcellerne, så der fremkommer en hård og mørk skorpe. Også slimhinder i øjne, mund, næse og svælg, samt lungerne kan angribes.
Inkubationstid er ofte 8-13 dage, men kan være op til 21 dage.
Symptomerne på fårekopper og gedekopper er ens, men sygdommen er ofre mildere hos geder end hos får. Dyr som overlver sygdommen, får livsvarig immmunitet.